# Escoles públiques (els Pallaresos)
Les Escoles públiques és una obra modernista dels Pallaresos (Tarragonès) protegida com a Bé Cultural d'Interès Local.

## Descripció
Edifici de dos plantes i golfes que segueix l'estructura de les cases del poble. Planta irregular que dona a dos carrers, el c/ Alt i la carretera que va a Perafort.
En terrenys cedits per la família Bofarull, Josep Maria Jujol va realitzar l'any 1920 el projecte de l'edifici que posteriorment va acollir la Casa de la Vila i les Escoles Públiques i que actualment és el Centre Jujol i la residència d'avis.
És un edifici molt senzill amb característiques marcadament mediterrànies. L'estructura irregular ve marcada per la forma triangular del terreny. Consta de planta baixa, pis i golfes. La façana és llisa, pintada de blanc, amb sòcol de pedra i profusió de finestres rectangulars amb llindes de forma triangular. Cap al nord de l'edifici hi ha un pati que servia de jardí per a l'escola.

## Història
Fou construïda per Josep Mª Jujol l'any 1920, moment en què també varen començar les obres de la casa Andreu del mateix poble. L'any 1984 es localitzaren el plànol i l'alçat de la casa, amb la signatura de l'arquitecte i la data de 23 de març de 1920.